# 30,5-cm-M.11-Mörser

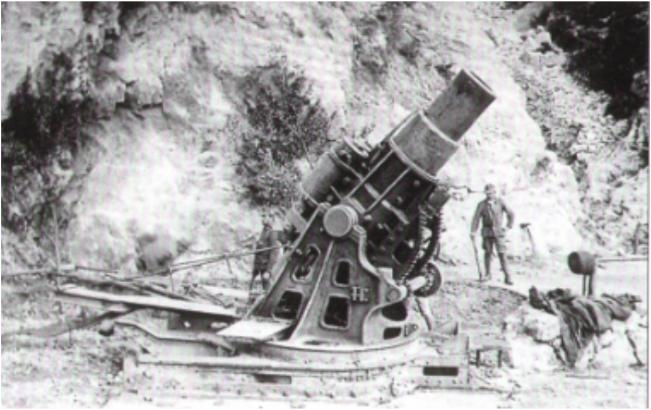
Dieses Skoda 305-mm-Geschütz zerstörte im Juni 1915 Ft. Verena und Campolongo.

Der 30,5-cm-M.11-Mörser (auch Škoda 305 mm Haubitze genannt) mit den Typen M.11, M.11/16 und M.16 war ein Geschütz der Festungsartillerie der österreichisch-ungarischen Armee. Es wurde von der tschechoslowakischen (als 30,5-cm moždíř vz. 11) und jugoslawischen Armee in der Zwischenkriegszeit und noch im Zweiten Weltkrieg von der deutschen Wehrmacht genutzt.

## Geschichte

### Hintergrund
Dem k.u.k. Kriegsministerium hatten die Lehren aus dem Russisch-Japanischen Krieg 1905 (insbesondere der Belagerung von Port Arthur) Anlass gegeben, die Situation bei den eigenen Belagerungsgeschützen neu zu überdenken. 
Man war der Ansicht, dass der bisher verwendete 24-cm-Mörser M. 98 bzw. M.98/07 mit dem Kaliber 24 cm gegenüber modernen Panzerforts nicht mehr ausreichend seien. Das hier verwendete Geschossgewicht von 133 kg bei einer maximalen Schussweite von 6,5 Kilometern entsprach nicht mehr den belagerungsartilleristischen Anforderungen.
Den Ausschlag gab Franz Conrad von Hötzendorf. Man hatte erfahren, dass die Italiener die Tagliamento-Linie ausbauten. Aus diesem Grund brauchte man ein Geschütz, dass das italienische 149-mm-Geschütz Modell 1877 an Weite und Durchschlagskraft übertraf und einen Panzerturm aus großer Entfernung durchschlagen konnte. Das Ergebnis war der 30,5 cm Mörser.
Das Modell 1911 wurde, worauf der Name hinweist, im Jahre 1911 bei der schweren Artillerie der Armee Österreich-Ungarns eingeführt. Bei Beginn des Krieges 1914 überließ Österreich-Ungarn dem deutschen Heer vier Geschütze mitsamt den Bedienungsmannschaften. Diese nahmen an den Kämpfen um die Festungen Antwerpen, Lüttich und Maubeuge teil. Anschließend wurden sie an der Ostfront zum Beschuss russischer Befestigungen verwendet. An der Alpen- und Ostfront wurden die Geschütze vor allem bei den Kämpfen um Galizien und eine leichtere Variante bei den Kämpfen in Südtirol gegen die italienischen Panzerforts eingesetzt.

### Umsetzung

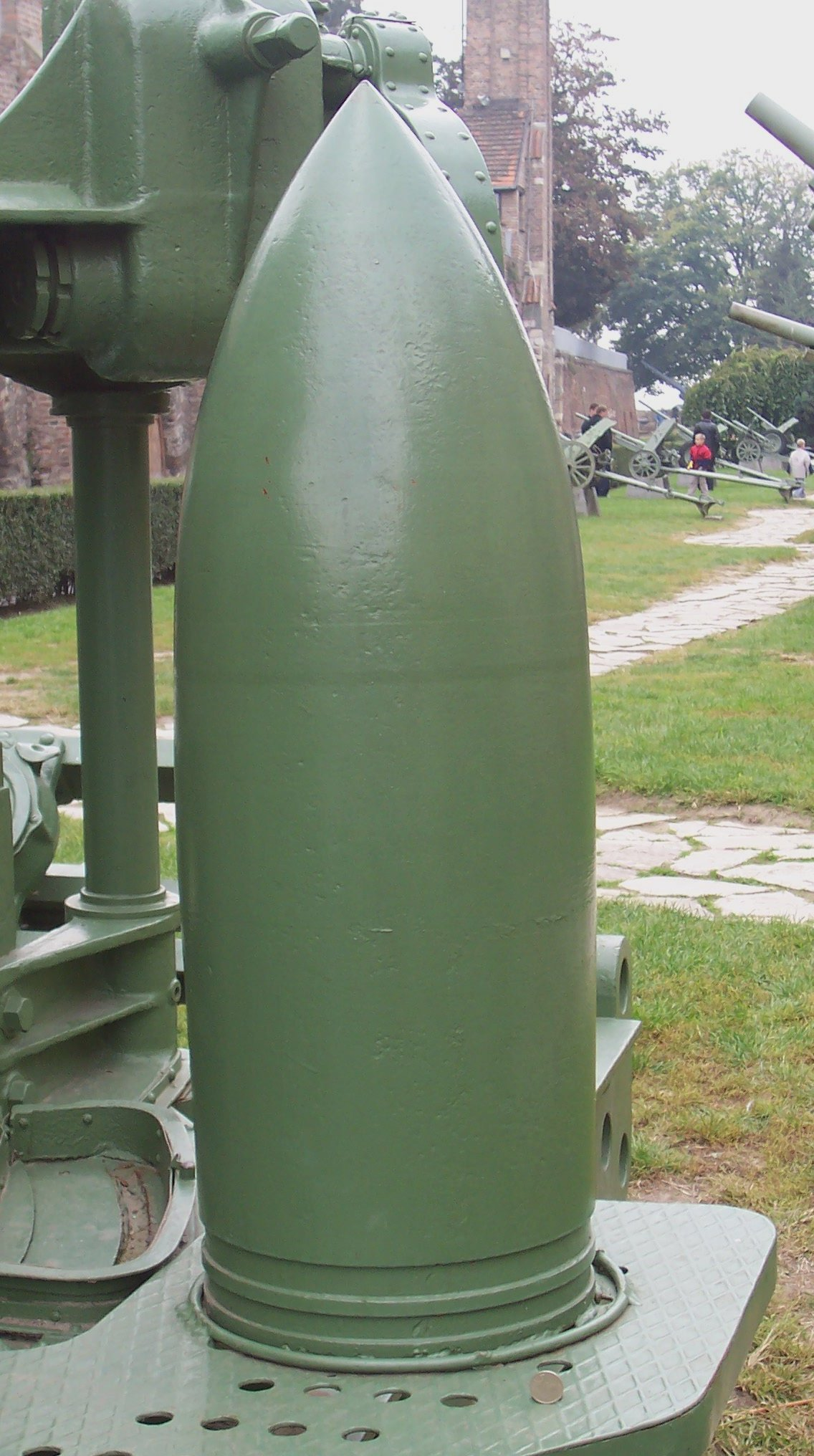
Granate der 30,5-cm-Haubitze

Im Jahre 1906 wurden die Škodawerke in Pilsen mit der Entwicklung eines neuen Geschützes beauftragt. Gefordert waren ein Kaliber von 30,5 cm und eine hohe Mobilität sowohl auf der Straße als auch auf der Schiene. 1908 wurde von Škoda der erste Entwurf vorgestellt und im Jahre 1909 war der erste Prototyp erprobungsreif. Nach einigen Verbesserungen konnte das Geschütz 1911 auf dem Artillerie-Schießplatz Felixdorf eingeschossen werden. Gleichzeitig wurde ein Transportsystem vorgestellt, das für die damalige Zeit als äußerst fortschrittlich galt und den geforderten Kriterien voll und ganz entsprach. Der Geschützzug war bereits motorisiert und wurde in drei Teillasten (Rohrwagen, Bettungswagen und Lafettenwagen) transportiert. Für jeden Transportwagen wurde ein LKW-Zugfahrzeug vom Typ M 12 oder M 12/16 eingesetzt. Die durchschnittliche Marschgeschwindigkeit bei guten Straßenverhältnissen lag bei 6 km/h. Zum Transport wurde die Bodenplatte mit vier einfachen Stahlspeichenrädern fortbewegt. Zum Feuern wurden die Räder abgenommen, sodass die Bodenplatte auf der Erde ruhte und einen stabilen Stand hatte. Ein hydropneumatisches Rohrrücklaufsystem federte den massiven Rückstoß beim Abschuss ab. Höhen- und Seitenrichten erfolgte über Handkurbeln.

### Truppeneinführung
Am 6. Dezember 1911 forderte der Reichskriegsminister, General Moritz Ritter von Auffenberg, in Anbetracht der ständigen Verstärkung italienischer Fortifikationen an der Südgrenze des Reiches die Einführung des Geräts in die Truppe. Da im Budget keine Mittel vorhanden waren, wurde dieses Ansinnen vom Finanzministerium abgelehnt. Ohne mit irgendjemand Rücksprache gehalten zu haben und ohne Genehmigung bestellte von Auffenberg gleichwohl – also eigenmächtig – 24 Stück der Geschütze inklusive der benötigten Ausrüstung und einer Grundausstattung an Munition. Als Folge dieser Handlung fiel er in Wien in Ungnade. Der sich noch jahrelang dahinziehende Streit und die persönlichen Angriffe brachten ihn zunächst um seinen Posten als Kriegsminister, und nach der Schlacht von Komarów 1914 (die für Österreich-Ungarn siegreich endete) wurde er auch als Kommandant der 4. Armee abgesetzt. Die Anklage vor dem Kriminalgericht endete mit einem Freispruch aus Mangel an Beweisen; in einem folgenden Offiziersgerichtsverfahren stellte man jedoch fest, dass er die „Standesehre verletzt habe“. Obwohl sich das Geschütz als Glücksgriff für die k.u.k. Armee erwiesen hatte, wurde von Auffenberg nicht rehabilitiert.
Gleichwohl wurden die Mörser als Belagerungsmörser M 11 bei der schweren Artillerie (in Österreich-Ungarn Festungsartillerie genannt) in Dienst gestellt. In den Jahren 1912/13 verwendete man auf dem Schießplatz Felixdorf die Geschütze bereits zu Schussversuchen auf Befestigungsanlagen. Die hier gewonnenen Erkenntnisse flossen dann in den Bau der österreichischen Sperrwerke an der Grenze zu Italien (die Werke Gschwent, Sebastiano, Sommo, Serrada, Carriola und Valmorbia) mit ein.
Analog zur deutschen 42-cm-Krupphaubitze Dicke Berta bekam dieses Geschütz den Namen Schlanke Emma. Die leichtere, im Gebirge eingesetzte Variante wurde im Soldatenjargon Gretel genannt.

## Varianten
- Mörser M 11/16

Durch die während des Krieges gemachten Erfahrungen konnte der Mörser verbessert werden, indem man durch Umbauten der Bettung das Geschütz leichter machte und dadurch die Beweglichkeit verbesserte. Diese Ausführung erhielt die Bezeichnung Muster 11/16.
- Mörser M 16

Der nur eingeschränkte Seitenrichtbereich des Mörsers M 11/16 führte dazu, dass man bei Škoda begann, eine umfangreiche Verbesserung des bisherigen Modells durchzuführen. Die als M 16 bezeichnete Ausführung erhielt eine um 360° schwenkbare Mittelpivotlafette, das Gesamtgewicht wurde verringert und durch eine Vereinfachung der Mechanik wurden Auf- und Abbau wesentlich erleichtert. Als Zugwagen wurde der ebenfalls neu konstruierte Kraftwagen M 17 verwendet. Verantwortlich für die Konstruktion dieses Modells war der Chefkonstrukteur der Austro-Daimler Werke, Ferdinand Porsche. Bis zum Ende des Krieges wurden noch 14 dieser Geräte angefertigt.
Insgesamt lieferten die Škodawerke 72 Stück der 30,5-cm-Mörser.

## Technische Daten

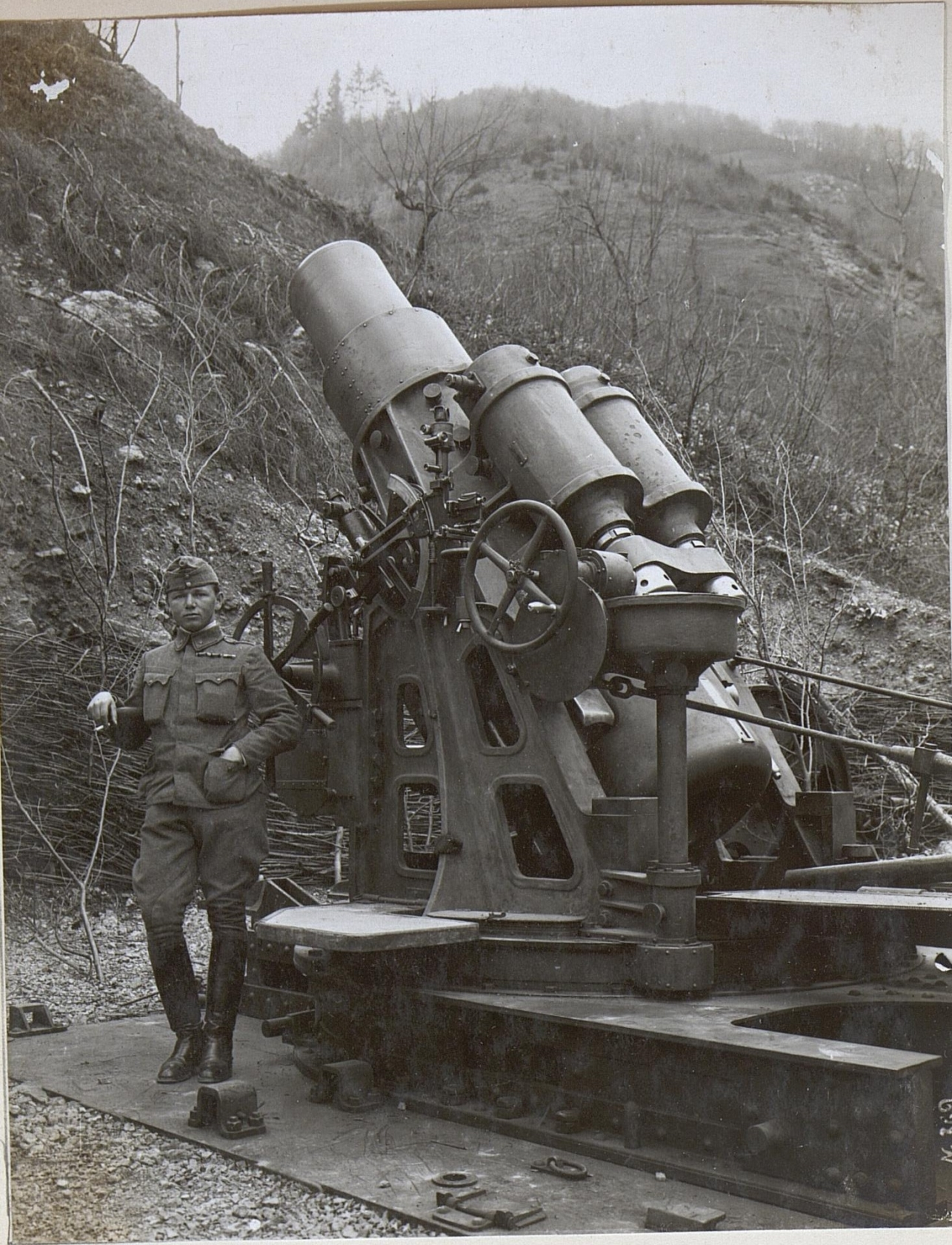
Dieser Mörser zerstörte im Juni 1915 Forte Verena und Forte Campolongo

|                                          | M 11 bzw. M 11/16                                                 | M 16                    |
| ---------------------------------------- | ----------------------------------------------------------------- | ----------------------- |
| Transport:                               | Rohr-, Bettungs- und Lafettenwagen mit Artilleriezugmaschine M 12 | M 17                    |
| Lafette:                                 | Rahmenlafette                                                     | Mittelpivotlafette      |
| Aufbauzeit normaler Boden:               | 6–8 Stunden                                                       | 6–8 Stunden             |
| Aufbauzeit Felsboden:                    | 24–72 Stunden                                                     | 24–72 Stunden           |
| Kaliber über den Feldern:                | 30,5 cm                                                           | 30,5 cm                 |
| Kaliber in den Zügen:                    | 30,85 cm                                                          | 30,85 cm                |
| Mündungsgeschwindigkeit:                 | 450 m/s                                                           | 450 m/s                 |
| Auftreffgeschwindigkeit:                 | ca. 339 m/s                                                       | ca. 339 m/s             |
| Schussweite max.:                        | 12,3 km                                                           | 12,3 km                 |
| Gewicht des Geschützes in Feuerstellung: | 26,3 t bzw. 24,9 t                                                | 23,1 t                  |
| Seitenrichtbereich:                      | 3°                                                                | 360°                    |
| Höhenrichtbereich:                       | +40° bis +75°                                                     | +40° bis +75°           |
| Feuergeschwindigkeit:                    | 1 Schuss in 3–4 Minuten                                           | 1 Schuss in 3–4 Minuten |

### Munitionsarten

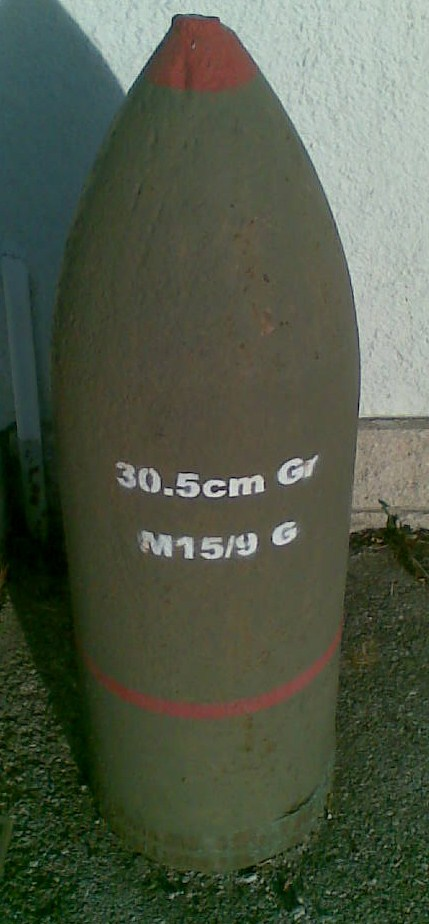
M 15/9 (Blindgänger)

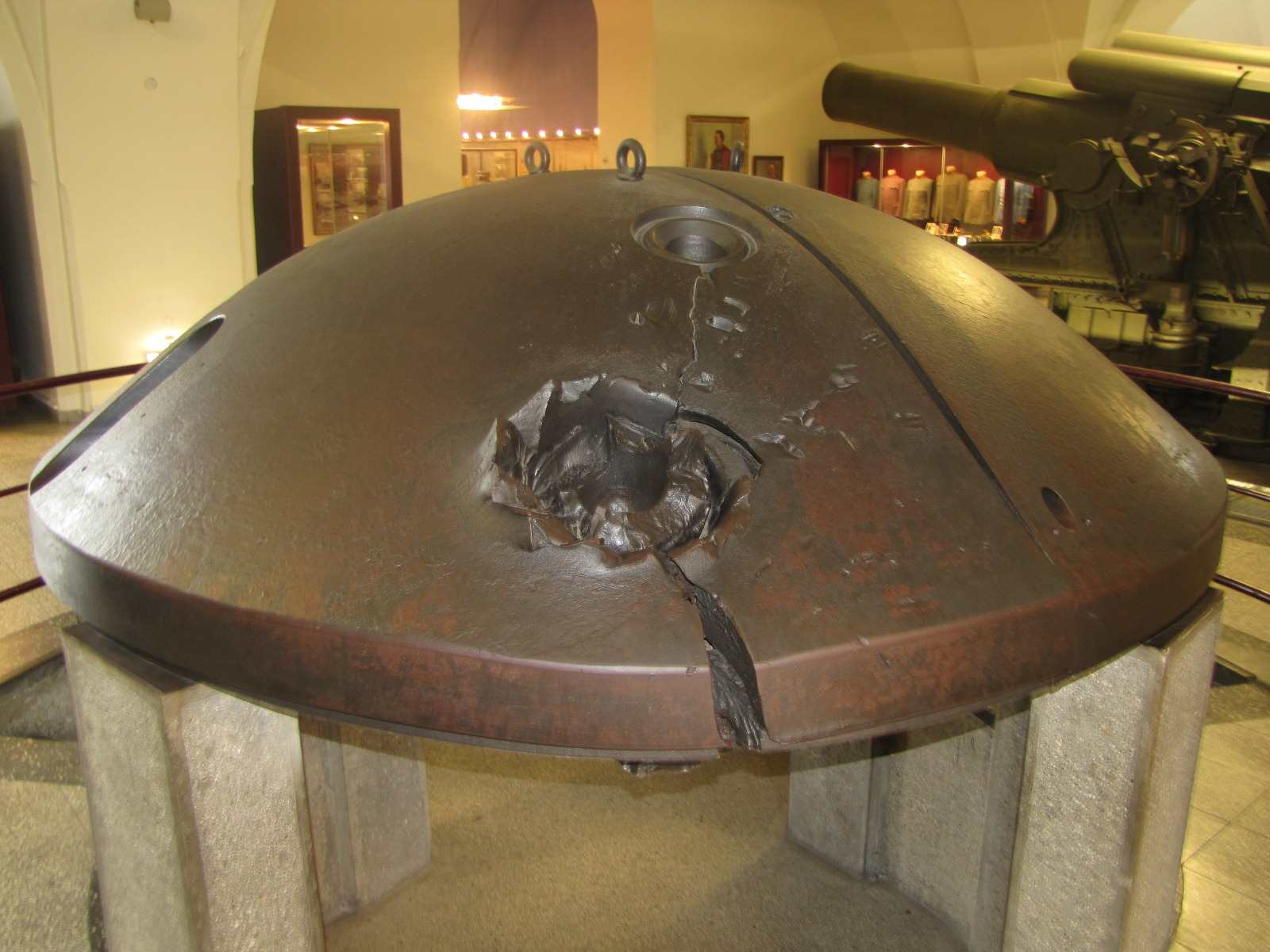
Von einer 30,5-cm-Granate zerstörte Geschützpanzerkuppel der Festung Antwerpen

#### Normalgranate aus Nickelstahl gegen Hartziele
Gewicht 385 kg inkl. 40 kg Trotylpulver
mit oder ohne Verzögerung als M 11/9 bzw. M 11/13 bezeichnet.

#### Sog. Truppengranate aus Kohlenstoffstahl gegen minder harte Ziele
Gewicht 385 kg inkl. 40 kg Trotylpulver

#### Leichte Truppengranate gegen Weichziele
Aufschlagzünder ohne Verzögerung
Gewicht 287 kg
Typ M 15/9

#### Granatschrapnell gegen Weichziele
Aufschlagzünder ohne Verzögerung
Gewicht 300 kg inkl. 38 kg Trotylpulver
Aufschlag- oder Abstandszünder (Granatschrapnelldoppelzünder M 15)

### Treibladung

#### M 11 und M 11/16
Rauchloses Ringpulver M 97 in 1. bis 4. Ladung + 5. Ladung bei Verwendung der leichten Truppengranate – falls erforderlich.

#### M 16
1. bis 7. Ladung + 8. Ladung
Die Ladungsbeutel wurden in eine Messinghülse gepackt, bei denen es sich je nach Verwendung um die M 11 oder M 16 mit Hülsenzündschraube M 98/11, M 11/16 oder M 18 handelte.

## Weitere Verwendung nach dem Ersten Weltkrieg
Nach dem Zusammenbruch der k.u.k.-Monarchie wurden die noch brauchbaren Waffen unter den Nachfolgestaaten aufgeteilt. Eine nicht bekannte Anzahl der Geschütze wurden jeweils von der tschechoslowakischen und der jugoslawischen Armee übernommen.
Nach der Zerschlagung der Rest-Tschechei durch die deutsche Wehrmacht im März 1939 und der Besetzung Jugoslawiens im April 1941 wurden insgesamt noch sechs Geschütze erbeutet. Die ehemals jugoslawischen Geräte wurden unter der Bezeichnung 30,5-cm-Mörser 638(j) (j für jugoslawisch) und die ehemals tschechischen unter der Bezeichnung 30,5-cm-Mörser(t) in der Wehrmacht geführt.
Vom Modell M 16 wurde 1940 mindestens einer von der deutschen Wehrmacht zum Beschuss eines Forts der Maginot-Linie verwendet (Westfeldzug Juni 1940); zwei Stück kamen 1941 bei der Belagerung von Sewastopol und mehrere bei der Belagerung von Leningrad zum Einsatz.

## Museale Rezeption

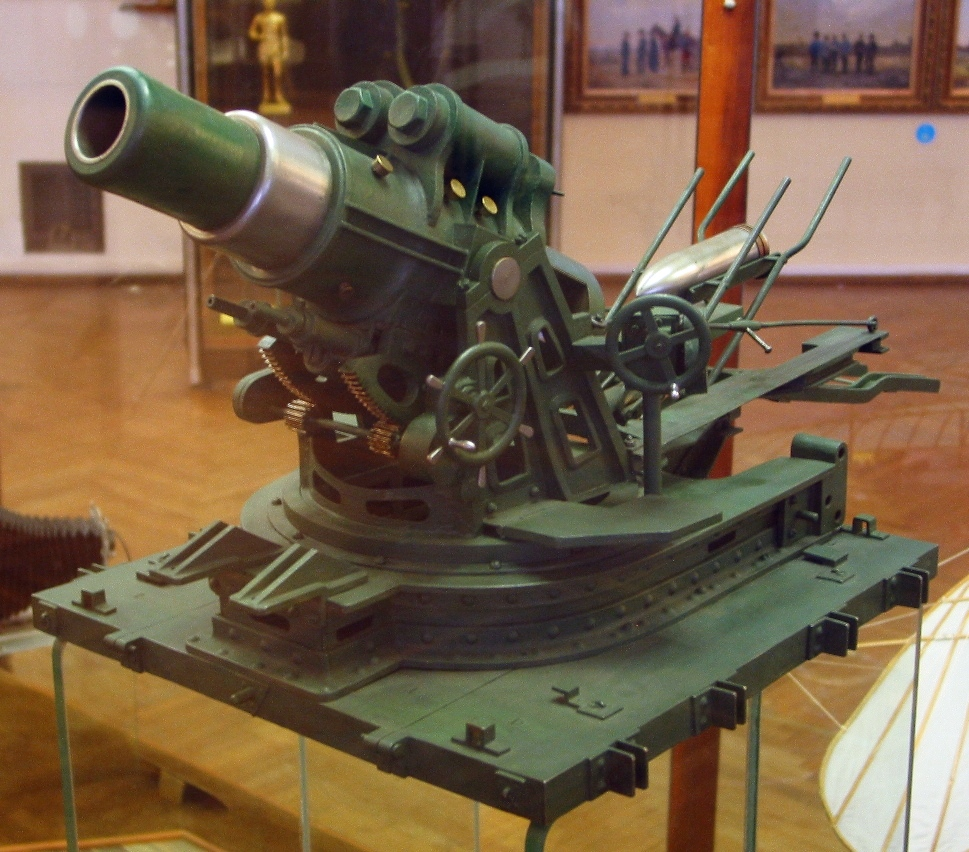
Modell des 30,5-cm-Mörsers im HGM

Zwei vollständige 30,5-cm-Mörser (Muster 11 und 16) befinden sich im Armeemuseum in Bukarest, ein weiterer im Armeemuseum in Belgrad. Ein 30,5-cm-Mörser steht, Lafettenwagen mit Lafette und eingeschobenem Rohr, vor dem Kriegsmuseum Rovereto.
Ein kompletter 30,5-cm-Mörser bildete den Mittelpunkt des im Jahre 1934 eingerichteten „Mörser-Saales“ im Wiener Heeresgeschichtlichen Museum. Da voll verwendungsfähig, wurde der Mörser trotz des Einspruchs der damaligen Museumsleitung im Zweiten Weltkrieg für die Wehrmacht eingezogen. In weiterer Folge ging der Mörser während oder nach der Belagerung von Sewastopol verloren oder wurde zerstört und ist seitdem verschollen. Heute ist an Stelle des Originals ein zeitgenössisches Modell (1:10) des Mörsers zu besichtigen.
Eine Panzerkuppel aus dem Festungsgürtel um Antwerpen befindet sich ebenfalls im Heeresgeschichtlichen Museum. Sie erhielt bei der Belagerung von Antwerpen einen Volltreffer mit einer 30,5-cm-Granate. Die Panzerkuppel ist auch von unten begehbar; so kann der Besucher sehen, dass die Spitze der Granate noch immer in der Panzerkuppel steckt.

## Sonstiges
Der Mörser wurde aufgrund der Kriegserfolge, die man mit ihm erzielte, so populär, dass Bilder von ihm die Notenblätter zierte, auf denen beispielsweise der Škoda-Marsch von Hans Rezek oder der Freiherr von Škoda Marsch von Julius Hafner gedruckt wurde. Im Jahr 1915 wurde eine Holznachbildung des Mörsers nach dem Vorbild des Wehrmanns im Eisen in Mödling aufgestellt, um Spenden zu lukrieren.